# José Serebrier
José Serebrier (ur. 3 grudnia 1938 w Montevideo) – urugwajski kompozytor i dyrygent.

## Życiorys
Uczył się w Montevideo prywatnie u Guido Santórsoli i w konserwatorium muzycznym u Carlosa Estrady. Zadebiutował jako dyrygent w wieku 12 lat. Dzięki stypendium przyznanemu przez rząd Stanów Zjednoczonych kształcił się w latach 1956–1958 w Curtis Institute of Music w Filadelfii u Vittorio Gianniniego. Był też uczniem Aarona Coplanda w Tanglewood, Antala Dorátiego w Minneapolis i Pierre’a Monteux w Maine. W 1957 i 1958 roku otrzymał stypendium Fundacji Pamięci Johna Simona Guggenheima. W latach 1962–1966 był asystentem Leopolda Stokowskiego w American Symphony Orchestra w Nowym Jorku. W 1965 roku debiutował jako dyrygent w nowojorskiej Carnegie Hall. Od 1968 do 1970 roku jako stypendysta Fundacji Rockefellera przebywał na zaproszenie George’a Szella jako kompozytor-rezydent przy Cleveland Orchestra. W 1982 roku objął funkcję gościnnego dyrygenta Adelaide Symphony Orchestra. Był współzałożycielem i dyrektorem muzycznym powołanego w 1984 roku International Festival of the Americas. 
Wielokrotnie występował gościnnie w Ameryce Północnej i Południowej, Europie, Australii i Nowej Zelandii. Odwiedził także Polskę, gdzie poprowadził polską premierę IV Symfonii Charlesa Ivesa. Dokonał przeszło 200 nagrań płytowych z utworami kompozytorów XIX- i XX-wiecznych. Laureat Deutscher Schallplattenpreis za nagranie suit filmowych Dmitrija Szostakowicza (1990) i Music Retailers Association Award za nagranie symfonii Felixa Mendelssohna (1991).
W 1969 roku poślubił śpiewaczkę Carole Farley.

## Twórczość
W swojej twórczości łączył różnorodne elementy, nawiązywał do twórczości Pierre’a Bouleza, Dmitrija Szostakowicza i Béli Bartóka, a także muzyki latynoamerykańskiej i jazzu. W czasie pobytu w Stanach Zjednoczonych eksperymentował z nowymi technikami dźwiękowymi takimi jak dodekafonia i aleatoryzm, tworzył też utwory multimedialne. Kompozycje Serebriera cechują się ekspresyjnością, dramaturgią, wyrazistym rytmem i barwną kolorystyką. 

## Wybrane kompozycje
(na podstawie materiałów źródłowych)

### Utwory orkiestrowe
- La leyenda de Fausto (1954)
- I Symfonia (1956)
- Poema elegíaco (1957)
- Momento psicologico na trąbkę i orkiestrę smyczkową (1957)
- Partita (II Symfonia) (1958)
- Symfonia na zespół perkusyjny (1964)
- Passacaglia i Perpetuum mobile na akordeon i orkiestrę kameralną (1966)
- The Star Wagon na orkiestrę kameralną (1967)
- Colores mágicos na harfę i orkiestrę kameralną (1971)
- Dorothy and Carmine! na flet i orkiestrę smyczkową (1991)
- koncert skrzypcowy Winter (1992)
- Winterreise (1999)
- III Symfonia na orkiestrę smyczkową i sopran (2002)

### Utwory kameralne
- Pequeña música na kwintet dęty (1955)
- Kwartet na 4 saksofony (1955)
- Suite canina na obój, klarnet i fagot (1957)
- Fantazja na kwartet smyczkowy (1960)
- Sonata na perkusję (1960)
- Variacione sobre un tema de la infancia na puzon i kwartet smyczkowy (1964)
- Sonata na fortepian (1971)
- Erotica na głos wysoki lub trąbkę i 5 instrumentów dętych (1968)
- Seis por televisión na flet, obój, klarnet, fagot, róg i perkusję (1973)
- Preludio fantastico y danza magica na 5 perkusji (1973)
- Michael and Emmanuel na skrzypce (1988)
- Night Cry na 10 instrumentów dętych (1991)
- at dusk, in shadows... na flet (1994)

### Utwory wokalno-instrumentalne
- Nueve na kontrabas, narratora, chór i orkiestrę (1971)
- George and Muriel na kontrabas, chór i zespół kontrabasów (1986)